# 加洛韦幻影猫
加洛韦幻影猫（英语：Galloway Puma，又译加洛韦美洲狮），是一种出没于英国苏格兰邓弗里斯-加洛韦地区的大型神秘猫科生物。

## 目击
2001年6月，一位女士于牛顿斯图尔特（Newton Stewart）一处高尔夫球场附近看见一只略大于德国牧羊犬的黑色大猫。2012年12月，阿伦·多尔顿（Alan Dalton ）与妻子曼蒂（Mandy ）于牛顿斯图尔特看见一只拉布拉多般大小的黑色大猫。《加洛韦公报》（Galloway Gazette）的专栏作者与兽医Jo Gourlay表示曾于Glentrool附近的森林发现过巨大的猫科动物脚印。